# 大野由夏
大野 由夏（おおの ゆか）は、日本の経済学者。元北海道大学教授。専門は国際貿易論、産業組織論、ミクロ経済学、ゲーム理論。
1990年に青山学院大学国際政治経済学部卒業（経済学士）。1993年にワシントン大学より博士号（Ph.D）取得。
1993年、ワシントン大学客員研究員、1994年オレゴン州立大学助教、1997年ライス大学経済学部助教、2002年Deloitte Taxエコノミスト、2009年プライスウォーターハウスクーパースエコノミスト、2010年北海道大学経済学研究科准教授、2015年教授、2023年退職。
日本経済学会、American Economic Associationに所属。